# فرودگاه صحرایی ارتشی ای پی هیل
فرودگاه صحرایی ارتشی ای پی هیل (به انگلیسی: A.P. Hill Army Airfield) یک فرودگاه نظامی با کد یاتا APH است که یک باند فرود چمن دارد و طول باند آن ۶۷۱ متر است. این فرودگاه در کشور ایالات متحده آمریکا قرار دارد و در ارتفاع ۶۷ متری از سطح دریا واقع شده است.